# Hygrobates fluviatilis
Hygrobates fluviatilis är en kvalsterart som först beskrevs av Strom 1768.  Hygrobates fluviatilis ingår i släktet Hygrobates och familjen Hygrobatidae. Inga underarter finns listade i Catalogue of Life.